# Galindo (inslagkrater)
Galindo is een inslagkrater op de planeet Venus. Galindo werd in 1994 genoemd naar de Spaanse schrijfster, humanist en lerares Beatriz Galindo (1465-1535).
De krater heeft een diameter van 23,8 kilometer en bevindt zich in het zuiden van het gelijknamige quadrangle Galindo (V-40), nabij Parga Chasmata.